# Amda Iyasus
Amda Iyasus, död 1434, var kejsare av Etiopien mellan 1433 och 1434.